# Kannazuki
Kannazuki (神無月, oppure Kaminazuki or Kaminashizuki) è il nome tradizionale con il quale si indica il decimo mese del calendario giapponese.

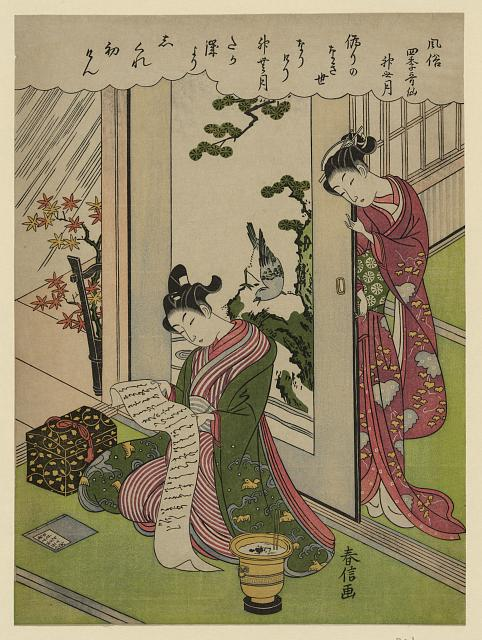
Kannazuki, opera di Suzuki Harunobu (1770 circa)

## Etimologia
Il nome può essere tradotto letteralmente come "Il mese in cui non ci sono dei". Nella tradizione Shinto gli 8.000.000 di Kami lasciano i loro santuari per radunarsi annualmente al Santuario di Izumo. Lì il mese è quindi conosciuto come Kamiarizuki (神在月), "Il mese in cui ci sono gli dei". Comunque, il carattere 無, che normalmente significa "assente" o "non c'è", venne probabilmente usato all'inizio come ateji, che è usato solo per il suono "na". In questa posizione "na" è, in realtà, un aggettivo possessivo, quindi Kaminazuki significa "Mese degli dei", non "Mese senza gli dei" (Kaminakizuki). In ogni caso, il carattere venne volontariamente mal-interpretato per indicare che in quel mese non ci sono divinità, in quanto riunite al Taisha di Izumo (ora Prefettura di Shimane). Quindi non ci sono divinità nel resto del paese (tranne per Ebisu che essendo sordo non sente il richiamo e resta disponibile per il culto). 
Quindi, ad Izumo, il decimo mese è chiamato (神有月 o 神在月, "Mese con gli dei").

## Storia
Fino al 1873, il decimo mese del calendario giapponese si sovrappose largamente al mese di Novembre; comunque, dopo l'adozione del calendario gregoriano in Giappone, il mese di Ottobre è generalmente accettato come il Kannazuki.